# Leonídio
Leonídio (grec moderne : Λεωνίδιο ; tsakonien : Αγιελήδι) est une localité située dans le dème de Cynourie-du-Sud, dans le district régional d'Arcadie, dans la périphérie du Péloponnèse, en Grèce.
Selon le recensement de 2021, elle compte 3 737 habitants.
Depuis 2011, Leonídio a intégré la municipalité de Cynourie-du-Sud, dont elle est devenue le siège de l'administration.

## Géographie
Leonídio est situé au bord de la rivière Dafnon au pied des falaises de Kokkinovrachos en calcaire rose.

## Histoire
Leonídio est une des villes de la Tsakonie, partie de l'Arcadie où on parlait le tsakonien, un dialecte dorien aujourd'hui en voie de disparition.

## Environs de Leonídio
Parmi les sites pittoresques avoisinant la ville de Leonídio on peut citer :
- Sampatikí, petit port et plage abritée par le cap éponyme, situé à 5 km au nord-est.
- La plage de Thiópafto (Παραλία Θιόπαυτο).
- L'église Agios Nektarios (Άγιος Νεκτάριος), immédiatement à l'ouest de la ville en direction de Kosmás.

## Galerie

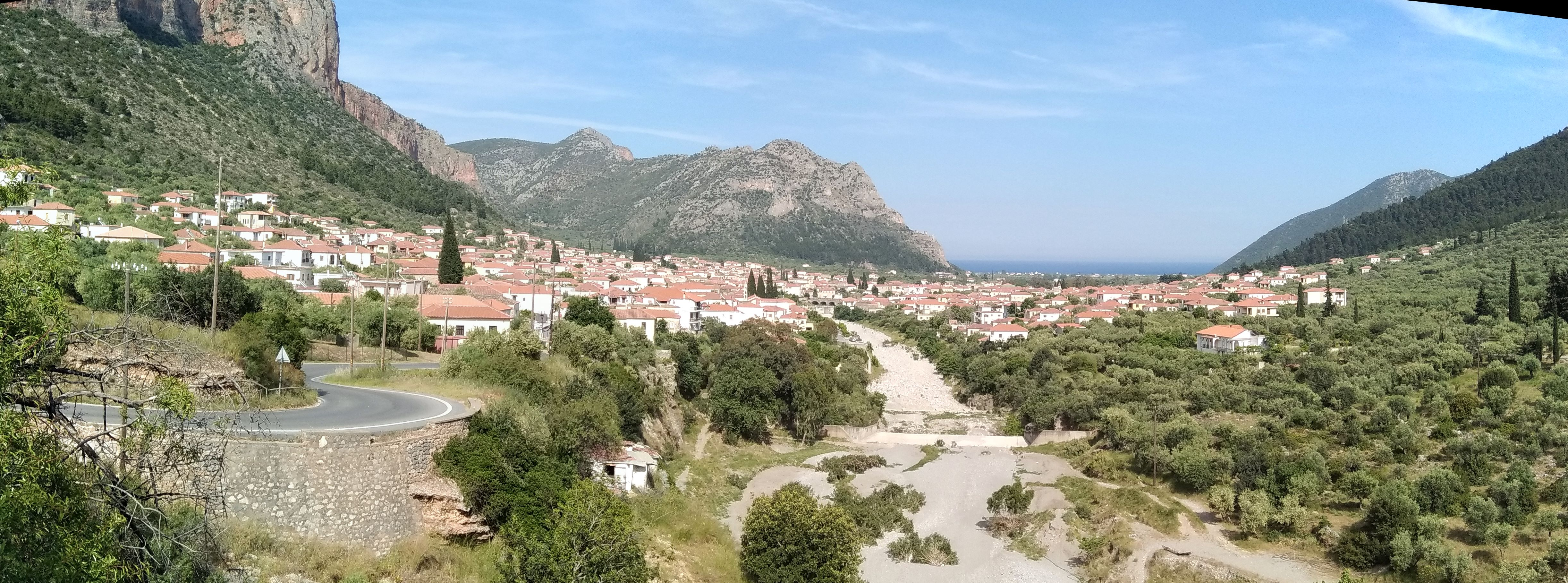
Vue panoramique de la ville.
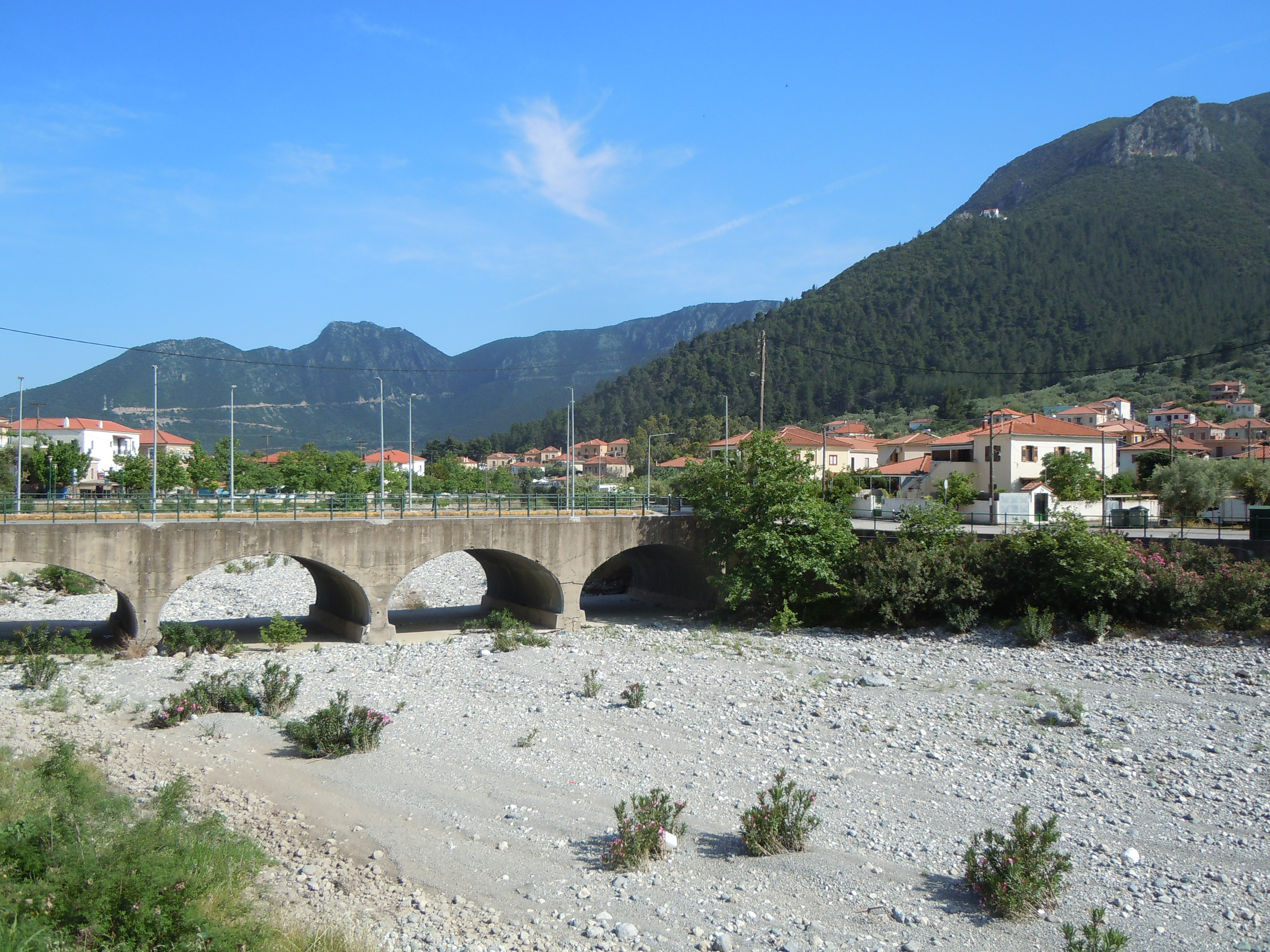
La rivière Dafnon asséchée traverse la ville.
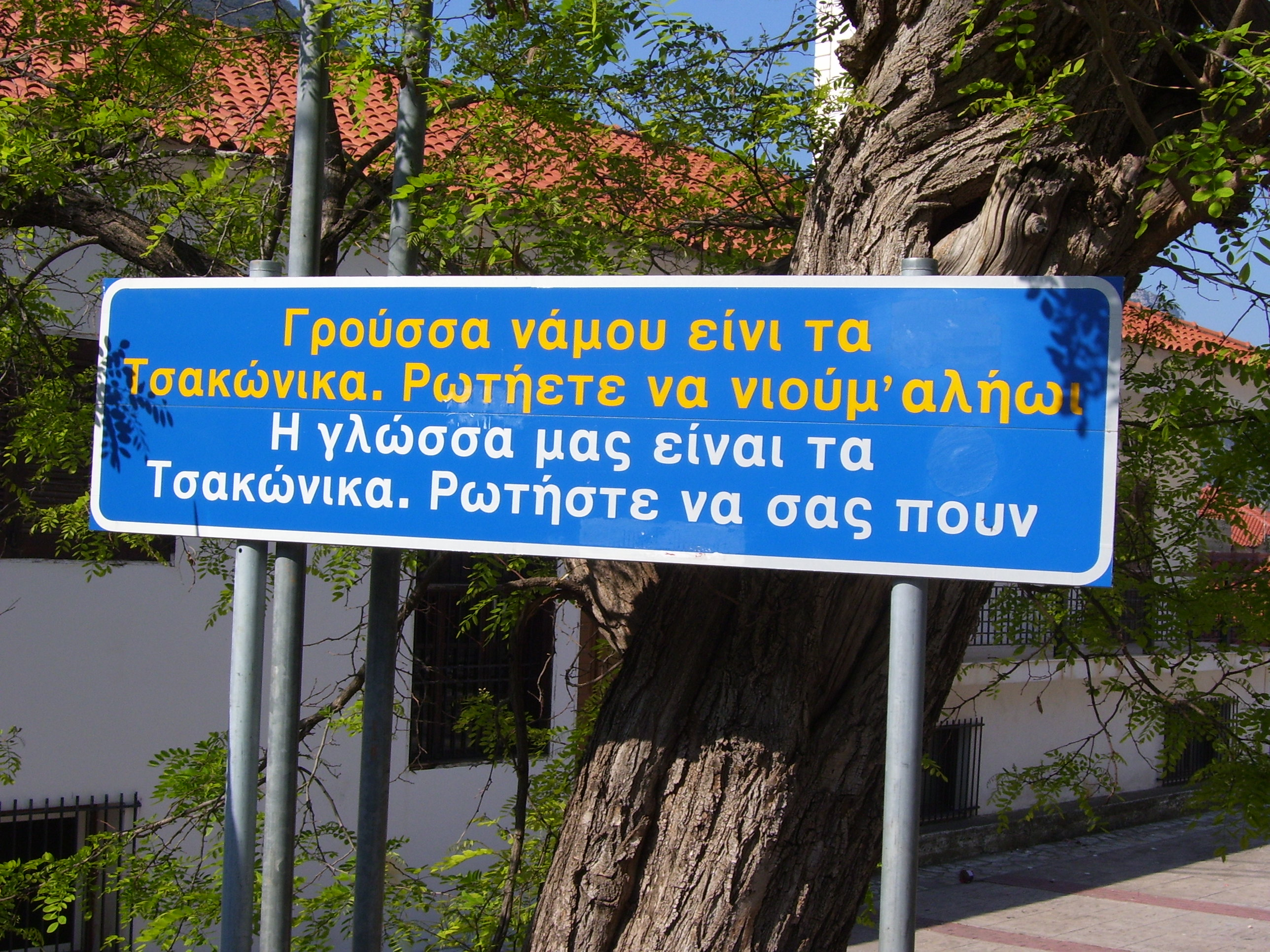
Panneau bilingue grec moderne et tsakonien : « Notre langue est le tsakonien. Demandez aux gens qu'ils le parlent avec vous. »